# بولتن دانشکده شرق‌شناسی و آفریقاشناسی
بولتن دانشکده شرق‌شناسی و آفریقاشناسی (به انگلیسی: Bulletin of the School of Oriental & African Studies) در سال ۱۹۱۷ (یک سال بعد از بنیانگذاری دانشکده) بنیانگذاری شد. این بولتن، ژورنال بین رشته‌ای شرق‌شناسی و آفریقاشناسی است که توسط انتشارات دانشگاه کمبریج از طرف دانشکده مطالعات شرقی و آفریقایی منتشر می‌شود. اولین ویراستار این ژورنال، ادوارد دنیسون راس، اولین مدیر دانشکده بود. نام این ژورنال در نتیجه تغییر نام مدرسه (که در سال ۱۹۳۸ رخ داد) عنوان آفریقاشناسی در آن گنجانده شد. ویراستارهای بعدی شامل دنیس تویتشت (بین سال‌های ۱۹۶۴–۱۹۶۸) و رابرت میر (به انگلیسی: Robert Mayer) ویراستارهای فعلی آن آیمن شیهاده  و ناتان هیل می‌شود.